# Orghidaniella granpiedrae
Orghidaniella granpiedrae is een hooiwagen uit de familie Agoristenidae.